# Hudiksvalls teater
Hudiksvalls teater, invigd år 1882, är en träteater i Hudiksvall.
Teatern har än idag kvar det mesta av sin ursprungsinredning (exempelvis scenens knarriga trägolv). Salongen går i rosa/vinrött och har guldmålade trädetaljer. Scenen är mycket liten, likaså salongen som rymmer cirka 100-200 platser, med en mindre läktare och två mindre sidologer. Teatern hade ursprungligen en öppen veranda mot norr. År 1931 byggdes denna in, samtidigt som den lilla teaterrestaurangen gjordes om till garderob.
På väggarna inne i teatern hänger många äldre porträtt från gamla föreställningar och gamla skådespelare, bland annat porträtt av primadonnan Margit Rosengren samt Gabriel Alw, tillsammans med tavlor från Riksteaterns turnéer på 1940-talet föreställande Läderlappen (med Kotti Chave) och Dödsdansen (med Anders Henrikson som Edgar och Sif Ruud som Alice).
Teaterbyggnaden är fyrkantig och fasaden går i ljusgrått. Till teatern hör också en mindre park, Brunnsparken (av Hudiksvallsborna kallad "teaterparken"). Teatern används regelbundet av både Riksteatern och lokala amatörteaterföreningar.
Hudiksvalls teater är belägen i en sluttning ner mot Lillfjärden i Hudiksvall, på Västra Tullgatan/Drottninggatan.